# Albert Neri
Albert Neri je fiktivní postava z knihy Kmotr.

## Specifikace
Albert Neri pocházel ze Sicílie, odkud emigroval. V New Yorku se stal policistou. Jeho devizou byla fyzická síla, kdy chuligány brutálně zmlátil, poté je hodil do auta. Projednávání jejich případů však bylo odloženo po dobu jejich hospitalizace. V New Yorku měl sestru, vdovu, mající jednoho syna. Neri již na policii intervenoval, aby jeho synovec nebyl obviněn z jistého deliktu. Když zjistil, jak synovec vulgárně jedná se svou matkou, synovce zbije. Žena ho poté opustí, prý z důvodů strachu z jeho vznětlivosti, ačkoliv se na svou ženu nikdy nerozčílil. Jako policista nepoužíval svou služební zbraň, obvykle používal velkou svítilnu. Touto zabil pasáka, který se předtím pokusil o vraždu - pořezal ženu a desetiletou dívku. První úder policisty byl v sebeobraně proti noži, druhý však byl již neomluvitelný. Poté byl odsouzen za zabití. Ale jeho tchán zaintervenoval u famiglie Corleonových a Neri byl propuštěn. U Corleonových působil nejprve jako pěšák v Clemenzově regimu, nakonec se stal osobním strážcem Michaela Corleona. Jeho důležitá role byla, když zavraždil Dona Barziniho, v převlečení za policistu.